# ريان هايندز
ريان هايندز هو لاعب كرة قدم كندية كندي، ولد في 21 أغسطس 1986 في تورونتو في كندا.